# Iwan Spekenbrink
Iwan Spekenbrink (15 februari 1976) is een Nederlandse wielermanager, die de ploeg manager van Team DSM is sinds de oprichting van de ploeg in 2005. Hij was ook de voorzitter van de AIGCP t/m 2021 sinds hij daarvoor verkozen werd in 2015.